# Boca Juniors
Club Atlético Boca Juniors là 1 câu lạc bộ bóng đá chuyên nghiệp của Argentina, có trụ sở tại La Boca, gần Buenos Aires. Đội bóng đá chuyên nghiệp hiện đang chơi cho giải Giải vô địch bóng đá Argentina.
Boca Juniors là một trong những câu lạc bộ bóng đá thành công nhất tại Argentina, và là một trong những câu lạc bộ thành công nhất thế giới với 74 danh hiệu chính thức cho tới nay.